# Pristimantis surdus
Pristimantis surdus es una especie de anfibio anuro de la familia Craugastoridae.

## Distribución geográfica
Esta especie es endémica de Ecuador. Se encuentra en las provincias de Imbabura y Pichincha entre los 1550 y 3190 m sobre el nivel del mar en la Cordillera Occidental.

## Descripción
El holotipo mide 37 mm.

## Publicación original
- Boulenger, 1882: Catalogue of the Batrachia Salientia s. Ecaudata in the collection of the British Museum, ed. 2, p. 1-503[6]